# Piedra del Águila (Chile)

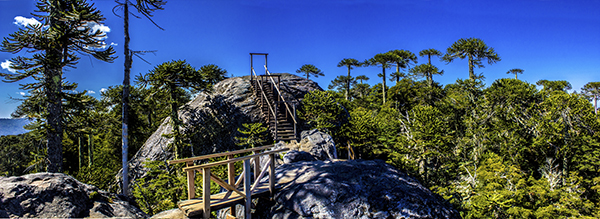
Mirador de la Piedra del Águila

La Piedra del Águila es un peñón de composición granítica ígnea usado como hito geográfico del parque nacional Nahuelbuta, en la Región de la Araucanía (por error se señala que pertenece a la región del Bío Bío y esto se debe a que la línea divisoria regional pasa por la mitad del parque nacional, sin embargo cabe señalar que el acceso principal se encuentra por la ciudad de Angol perteneciente a la comuna del mismo nombre), el que a su vez forma parte de la cordillera homónima. Se encuentra ubicado a 1460 m s. n. m. Asimismo, forma parte de una red de senderos para excursiones que tiene como punto final el mirador que se encuentra en la parte más alta de la roca. Su principal vía de acceso es a través de la Ruta R-150P, que conecta el parque con la ciudad de Angol, capital de la provincia de Malleco, en dirección al sector de Vegas Blancas. También es posible acceder a través de la provincia de Arauco, por una ruta más extensa y menos señalizada que une Cayucupil con Butamalal. En ambas rutas es posible observar diferentes especies endémicas de la flora de Chile, tales como lengas, copihues, araucarias, coihues, hualles, ñirres, boldos, entre otros. 
Desde el punto más alto de la piedra tiene una visión panorámica en 360 grados, siendo posible divisar las principales unidades morfológicas del relieve chileno en esa región: desde la cordillera de los Andes hacia el Este, destacando los volcanes Antuco en la Región del Biobío hacia el Norte, los volcanes Sierra Nevada y Llaima de la Región de La Araucanía, hasta el volcán Mocho-Choshuenco hacia el Sur, en la Región de Los Ríos; mientras que hacia el Oeste se puede ver el océano Pacífico y parte de la isla Mocha.